# George Inci
George Inci (* 8. Oktober 1965 in Kelkit als Ercan İnci) ist ein deutscher Schauspieler, Drehbuchautor und Filmproduzent.

## Leben
Im Alter von vier Jahren zog er 1970 mit seinen Eltern und seinen Geschwistern nach Langenau in Deutschland. Dort besuchte er von 1972 bis 1977 die Grund- und Hauptschule und zog 1977 nach Berlin um. 1980 wechselte er von der Hauptschule auf die Röntgen-Realschule. Er beendete diese 1983 mit dem Realschulabschluss und besuchte daraufhin das Robert-Koch-Gymnasium. 1985 bestand er das Abitur und ein Jahr später begann er sein Jurastudium an der Freien Universität Berlin. Im selben Jahr nahm er die deutsche Staatsbürgerschaft an. George Inci schloss das Grundstudium ab.
Inci wurde 1998–1992 an der Schauspielschule „Die Etage“ ausgebildet, die er mit der Bühnenreifeprüfung „Diplom für Schauspiel/Musical vom deutschen Bühnenverein“ abschloss. Zudem studierte er „Modern Ballet“ bei Timothy Golliher, Tänzer der Maurice Béjart-Company und arbeitete bis 1996 mit Lehrern wie Kelvin O´Hardy von der Alvin Ailey Dance School New York, Calvin Cole aus New York, Mikael Honnsseau aus Paris und George E. Younger aus New York. Hinzu kam von 1992 bis 1996 eine Gesangsausbildung bei Paulette Schmidt und Jonathan Kinsler in Berlin. 
Inci wurde spielte danach zahlreiche Rollen vor allem in Fernsehserien und -filmen.
Neben seiner Arbeit als Schauspieler begann George Inci Drehbücher zu schreiben. Sein Drehbuch Hirschen wurde 2002 von der Mitteldeutschen Filmförderung gefördert. Später baute George Inci seine eigene Produktionsfirma „Inci-Pictures“ auf und realisierte eigene Filmprojekte. Im Sommer 2009 hatte sein Film Basim Premiere. 2014 kam sein Drama Baba in die Kinos in Deutschland und Österreich.
2014 startete auch sein Film Hirschen - Da machst was mit! in den österreichischen, 2015 in den deutschen Kinos.

## Filmografie (Auswahl)
- 2019: Berührt
- 2015: Hirschen - We also speak english!
- 2014: Hirschen - Da machst was mit!
- 2014: Baba
- 2008: Basim
- 2005: Machina
- 2005: 96
- 2004: Geständnis
- 2004: Namus
- 2003: In 80 Tagen um die Welt
- 2003: Therapie
- 2003: Traumtänzer
- 2002: Das Manifest
- 2001: Happy Halloween
- 2001: Future Breeze
- 2000: Random’s of the Heart
- 2000: Legacy
- 1999: Morgengrauen
- 1997: Gehetzt
- 1996: Storaros Rache
- 1996: Die Wand
- 1995: Skladanowsky Akt II
- 1995: Trauma
- 1994: Shuffle Along
- 1993: Die letzte Sozialistin
- 1992: Der Fensterputzer

## Fernsehen (Auswahl)
- 1993: Die Stadtindianer
- 1993: Partnerschaften
- 1993: Tatort: Bauernopfer
- 1994: Der Alte
- 1995: Auf eigene Gefahr
- 1995: Ärzte
- 1996: Die Kids von Berlin
- 1996: Unser Charly
- 1996: Dr. Stefan Frank – Der Arzt, dem die Frauen vertrauen
- 1996: Geisterjäger John Sinclair: Die Dämonenhochzeit
- 1996: Faust
- 1996: Die Wache
- 1997: Geliebte Schwestern
- 1997: Für alle Fälle Stefanie
- 1997: Die Feuerengel
- 1998: Ein starkes Team
- 1999: Lindenstraße
- 2000: Fahndungsakte
- 2001: Klinikum Berlin Mitte – Leben in Bereitschaft
- 2001: Edel & Starck
- 2004: König von Kreuzberg
- 2004: Wolffs Revier
- 2004: K11 – Kommissare im Einsatz
- 2005: Türkisch für Anfänger
- 2005: Zack
- 2006: Mein Freund Albert
- 2007: Krabbel Gold
- 2008: Zürich Messer
- 2010: Liebe und andere Delikatessen

## Theater
- 1991: Der Trauerfisch
- 1990: Die Tribüne